# Leucite Hills
Die Leucite Hills sind eine kuppige Landschaft im Südwesten Wyomings. Geologisch handelt es sich um ein fossiles Vulkangebiet (engl. Leucite Hills Volcanic Field) dessen reliefprägende, vergleichsweise seltene alkalische Vulkangesteine und subvulkanische Gesteine im Pliozän und vor allem im Pleistozän entstanden und damit erdgeschichtlich äußerst jung sind. Der Name Leucite Hills bedeutet auf Deutsch so viel wie Leucitberge und bezieht sich auf das Foidmineral Leucit, das ein bedeutender Bestandteil der alkalischen Vulkanite ist.

## Geographie und Geomorphologie
| \| \|                                            |
| ------------------------------------------------ |
| Lage der Leucite Hills in Wyoming                |
| Leucite Hills · Physische Geographie von Wyoming |

Das etwa 2600 Quadratkilometer große Gebiet der Leucite Hills im engeren Sinn befindet sich in Südwestwyoming östlich des Green River im Sweetwater County, ca. 35 Kilometer nordöstlich der Kleinstadt Rock Springs. Es erstreckt sich südlich der Dünenlandschaft der Killpecker Dunes am Nordostrand des Rock Springs Uplift. Geologisch müssen aber auch zwei isoliert liegende Erhebungen, eine nördlich der Killpecker Dunes (Steamboat Mountain) und eine ca. 15 Kilometer nordwestlich von Rock Springs (Pilot Butte) noch dazugerechnet werden.
In der Leucite-Hills-Region entstanden während der letzten drei Millionen Jahre 14 größere Vulkanstrukturen, von denen heute noch Aschen- und Lavakegel sowie 50 Lavaströme und Schlotfüllungen erhalten sind, die in Gestalt größerer Tafelberge (Mesas) und kleiner Tafelberge und Kuppen (Buttes) die Landschaft prägen. Ferner sind insgesamt 9 subvulkanische Gänge und Lagergänge identifiziert worden. Das Gesamtvolumen der Vulkanite ist jedoch mit 0,58 Kubikkilometern relativ gering. Die Intrusion der Gänge und die Effusion von Laven, Aschen und Ignimbriten erfolgten in den bzw. über die relativ flach liegenden Hüllschichten der Rock-Springs-Antiklinalstruktur. Die Nebengesteine stammen aus der Oberkreide (Lance-Formation, Lewis-Formation, Almond-Formation, Ericson-Formation, Rock-Springs-Formation, Blair-Formation und Baxter-Formation), aus dem Paläozän (Fort-Union-Formation) und aus dem Eozän (Wasatch-Formation und Green-River-Formation). Sie bestehen aus Sandsteinen, Siltsteinen, Schiefertonen, Kohlelagen und Tonsteinen.
Die Leucite Hills (i. w. S.) umfassen folgende mehr oder weniger eng beieinander liegende vulkanische Vollformen:

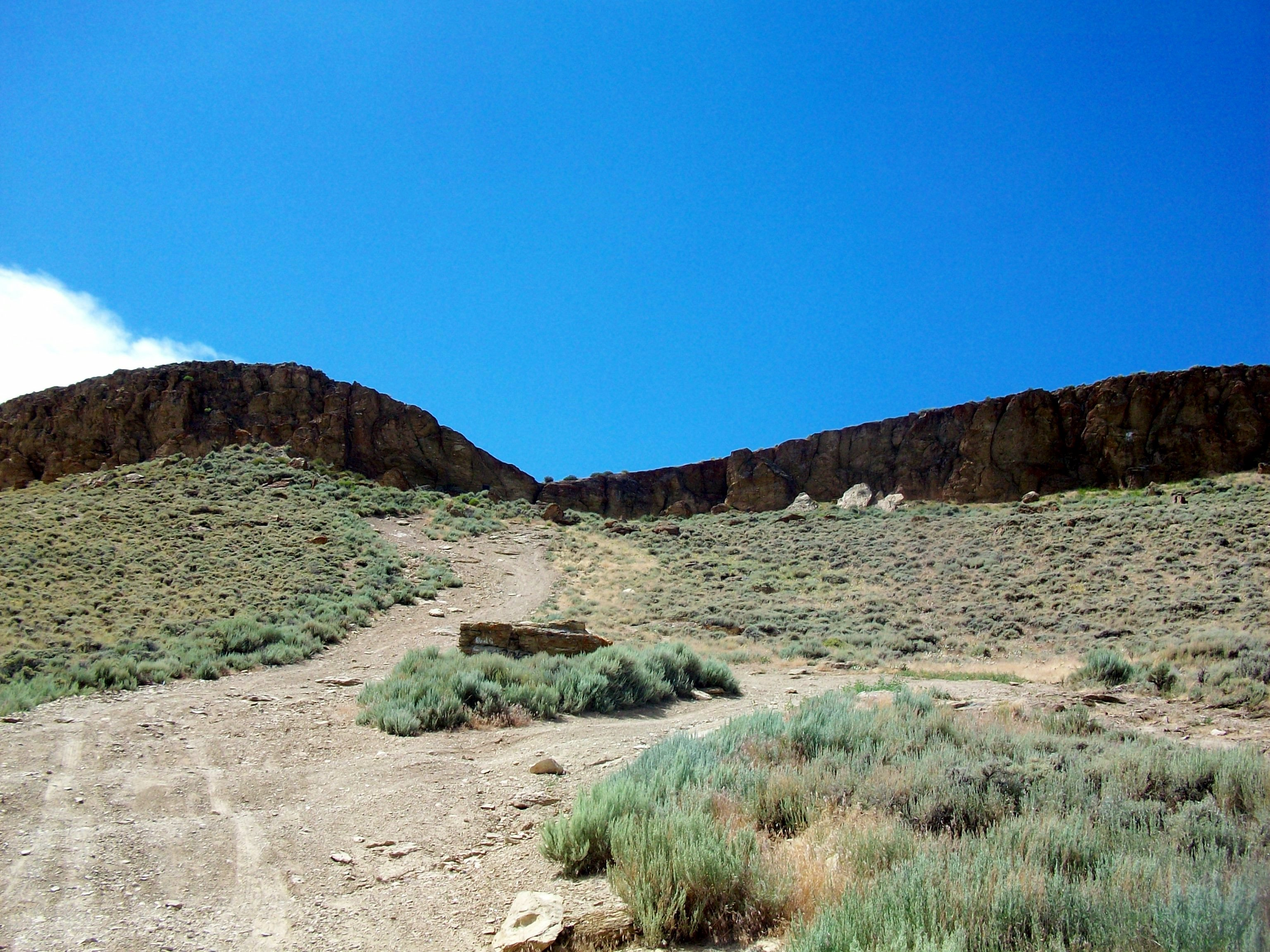
Der Madupit auf dem Pilot Butte von Westen

- Badger’s Teeth (früher Twin Rock). Fünf erstarrte, Ost-West-orientierte Lavaaufbrüche aus einem Schlot (mit autobrekziiertem Agglomerat), der einem Fördergang aufsitzt. Petrographisch handelt es sich um einen Orendit, chemisch jedoch um einen Madupit.
- Black Rock – 800.000 Jahre BP. Östlichstes Vorkommen. Besteht aus einem pyroklastischen Olivin-Orendit an der Basis, der von einem Lavastrom abgedeckt wird. Enthält Mantelknollen aus Dunit mit Olivinkristallen teilweise in Edelsteinqualität (Peridot).
- Boar’s Tusk – 2,56 Millionen Jahre BP. Markanter Vulkanschlot aus Wyomingit, der seine Umgebung um knapp hundert Meter überragt. Das Agglomeratgestein enthält Xenolithen der Tertiärformationen (Ton- und Sandsteine), Granitfragmente und autobrekziierte Lamproitbruchstücke.
- Cabin Butte (früher Osborn Mesa). Orenditischer Lavastrom mit domartigem Vulkanschlot am Nordende.
- Deer Butte (früher Cross Mesa). Überrest eines Kompositvulkans mit zwei Lavaflüssen und Förderzentrum in der Südwand. Die Scoria besteht aus Wyomingit, die Lava vorwiegend aus Orendit.[2]
- Emmons Mesa – 940.000 Jahre BP. Orenditische Lavaströme und ein Vulkankegel, der sehr reich an Xenolithen ist (Amphibolit, Anorthosit, Granulit, Granit und Sedimentgesteine). Auch in den Laven finden sich Xenolithen (Granite und Sedimente).
- Endlich Hill. Lavaflüsse und Pyroklastika aus Olivin-Orendit. Enthalten mehrere Populationen an Olivin-Xenokristallen des Oberen Erdmantels.

- Hague Hill. Dieser kleine Hügel südlich vom Endlich Hill besteht aus orenditischen Laven.
- Hallock Butte. Wyomingit-Apophyse des N 320 streichenden Wortman-Gangs.
- Hatcher Mesa – 970.000 Jahre BP. Mit sehr reichhaltigen Xenolithen des Grundgebirges wie Graniten, Norit und Glimmerschiefer. Überrest eines aufgestauten Lavastroms, der in den Schlot zurücksackte. An der Basis Wyomingit gefolgt vom überwiegenden Orendit.
- Iddings Butte. Apophyse des N 320 streichenden Wortman-Gangs. Dichte Wyomingitlava im Inneren, vulkanische Agglomerate am Rand.
- Mathews Hill. Kleiner Vulkanschlot.
- Middle Table Mountain – 2,05 Millionen Jahre BP. Kleinerer Schlot aufgebaut aus Wechsellagen von grünem Madupit und braunem Wyomingit. Die Tonstein-Xenolithen enthaltenden madupitischen Laven sind im Vergleich zu den anderen Lamproiten der Leucite Hills siliciumarm, jedoch angereichert an MgO.[3]
- North Table Mountain – 1,24 Millionen Jahre BP. Besteht aus einem einzigen Lavastrom (mit schönen Fließstrukturen) aus hellgrauem Orendit und dunkelgrauem Wyomingit.
- Pilot Butte – 3,00 Millionen Jahre BP. Liegt isoliert nordwestlich von Rock Springs im Eozän des White Mountain. Typlokalität des Madupit.
- South Table Mountain – 1,81 Millionen Jahre BP. Besteht aus Lavaströmen von Olivin-Orendit und untergeordnetem Wyomingit. Recht magnesiumreich wegen der zahlreichen Phäno- und Xenokristalle von Olivin. Kleine Dunitknollen sind ebenfalls vorhanden.
- Spring Butte – 810.000 Jahre BP (früher auch Orenda Butte oder Orenda Mesa). Typlokalität des Orendit. Zusammengesetztes Vulkanzentrum aus sechs Kegeln, mindestens sechs, bis zu 20 Meter mächtigen Lavaflüssen und drei Gängen. Die Kegel bauen sich aus verschweißten pyroklastischen Strömen auf und enthalten Brotkrustenbomben. Als Xenolithen kommen Sandsteine der Fort-Union-Formation und seltene Anorthosite vor.[4]
- Steamboat Mountain – 1,70 Millionen Jahre BP. Liegt isoliert nördlich der Killpecker Dunes und repräsentiert mit mehr als 12 Gewichtsprozent in einem glasigen Wyomingit den weltweit kaliumreichsten Vulkanit. Überwiegend aphanitische, blasenreiche Lavaflüsse orenditischer Zusammensetzung, die Sedimenteinschlüsse aufweisen können.
- Weed Butte. Wyomingit-Apophyse des N 320 streichenden Wortman-Gangs.
- Zirkel Mesa – 950.000 Jahre BP. Bedeutendster Lamproitaufschluss in den Leucite Hills. Besteht aus einem basalen, bis zu 15 Meter mächtigen Orendit-Lavastrom, der von sechs ineinander verzahnten Vulkankegeln bedeckt wird. Der mit einer  Gerölllage einsetzende Strom hat das unterlagernde Sediment auf zirka 50 Zentimeter rot verbacken.

## Geologie

### Regionalgeologischer Rahmen
Die Vulkangesteine der Leucite Hills gehören zur Schichtenfolge des Greater Green River Basin. Sie liegen im zentralen Teil dieses Beckens am Nordostrand des Rock Springs Uplift (auch Rock Springs Anticline), einer während der Laramischen Gebirgsbildung entstandenen Antiklinalstruktur. Diese Struktur unterlag seit ihrer Heraushebung entlang einer verborgenen Aufschiebung sehr starker Erosion, sodass heute in ihrem Kern Schichten aus der Oberkreide gesäumt von Schichten des Paläogens aufgeschlossen sind. Das unterlagernde Grundgebirge ist Teil des Wyoming-Kratons, dessen Gesteine Kristallisationsalter von 3200 bis 2600 Millionen Jahren (Archaikum) aufweisen. Es besteht aus einem seit zirka 2700 bis 2600 Millionen Jahren tektonisch weitestgehend stabilem Amalgam von Backarc-Becken, Inselbögen und Bruchstücken von Mikrokontinenten, das von Graniten des Archaikums intrudiert wurde.
Das Vulkanfeld der Leucite Hills liegt rund 100 Kilometer nördlich des Cheyenne-Gürtels, der den Wyoming-Kraton vom Colorado-Plateau abtrennt und als proterozoische Sutur interpretiert wird, welche entlang einer ehemaligen Wadati-Benioff-Zone angelegt wurden.
Parallel zur Achse der Rock Springs Anticline verläuft in N320-Richtung ein wichtiges tektonisches Lineament – das Farson Lineament. Viele Förderzentren und Gänge in den Leucite Hills folgen dessen Ausrichtung, unter anderem die Vulkankegelaufreihungen auf der Zirkel Mesa und der Emmons Mesa. In etwa senkrecht zur Antiklinalachse queren zusätzlich zahlreiche Störungen (kleinere Aufschiebungen) in Ostnordost-Richtung, die während des Maastrichtiums angelegt wurden.

### Petrologie der Vulkanite
Die Lamproitlaven der Leucite Hills wurden im Jahr 1871 von Samuel Franklin Emmons anlässlich einer Neuvermessung des 40. Breitengrades im Westen der Vereinigten Staaten entdeckt. Erste Gesteinsanalysen wurden erstmals im Jahr 1897 sowohl von James Furman Kemp als auch von Charles Whitman Cross vorgenommen, die einen extrem hohen K2O-Gehalt mit nahezu 13 Gewichtsprozent ermitteln konnten.
Sämtliche in den Leucite Hills anstehenden Vulkanite sind ultrapotassische (extrem kaliumreiche) Lamproite. Diese Vulkangesteine sind überdies peralkalisch und besitzen hohe Magnesiumzahlen. Sie zeigen hohe Konzentrationen an kompatiblen Elementen wie Nickel und Chrom. Angereichert sind ferner die LREE- und inkompatiblen Elemente Kalium, Barium, Titan, Rubidium, Strontium, Fluor und Zirkonium. Charakteristisch ist eine Abreicherung an den Hauptelementen Aluminium, Calcium und Natrium.
Petrographisch werden fünf Lamproitvarietäten in den Leucite Hills voneinander unterschieden, die sich wiederum zwei distinkten Gruppen zuordnen lassen – den Phlogopit-Lamproiten und den madupitischen Lamproiten. Zu den Phlogopit-Lamproiten zählt der Wyomingit, der Orendit und der Olivin-Orendit, wohingegen der Madupit und der Übergangs-Madupit die Gruppe der madupitischen Lamproite bildet. Die beiden Gruppen grenzen sich fundamental in ihren geochemischen Parametern voneinander ab, wobei die Unterschiede nicht durch Fraktionierung oder Krustenkontamination erklärt werden können. Es dürfte sich vielmehr tatsächlich um chemisch distinkte Quellregionen handeln.

#### Mineralbestand
Die Lamproite der Leucite Hills führen einen Mineralbestand, der ihre peralkalische und ultrapotassische Natur widerspiegelt. Als Gesteinsgruppe lassen sie sich durch die Anwesenheit folgender Minerale charakterisieren:
- Phlogopit – titanhaltig
- Tetraferriphlogopit – titanhaltig
- Richterit – titan- und kaliumhaltig
- Leucit – natrium- und aluminiumarm
- Sanidin – eisenreich
- Diopsid
- Apatit
- Priderit oder Jeppeit
- Wadeit
- Shcherbakovit
- Perowskit

Phlogopit, Diopsid und Apatit bilden Phänokristalle, können aber auch in der Grundmasse auftreten. Die restlichen Minerale sind nur in der Grundmasse vertreten.
Auf gar keinen Fall sind in den Leucite Hills die Minerale Nephelin, Melilith, Kalsilit, natriumreicher Alkalifeldspat, Plagioklas, Monticellit, Granate (mit Ti und Zr) und aluminiumreicher Augit anzutreffen.

#### Chemische Zusammensetzung

##### Hauptelemente
Quantitative Analysen der chemischen Zusammensetzung von Proben aus verschiedenen Lokalitäten in den Leucite Hills ergaben die folgenden Werte:
| Oxid Gew. % | Generelle Bandbreite | Orendit Steamboat Mountain | Orendit Fifteen-Mile Spring | Wyomingit Zirkel Mesa | Madupit Pilot Butte |
| ----------- | -------------------- | -------------------------- | --------------------------- | --------------------- | ------------------- |
| SiO2        | 41,02–55,82          | 55,43                      | 54,08                       | 55,01                 | 45,30               |
| TiO2        | 2,05–2,73            | 2,64                       | 2,08                        | 2,73                  | 2,05                |
| Al2O3       | 7,20–9,99            | 9,73                       | 9,49                        | 9,57                  | 7,64                |
| Fe2O3       | 2,05–2,73            | 2,12                       | 3,19                        | 4,28                  | 5,89                |
| FeO         |                      | 1,48                       | 1,03                        |                       |                     |
| MnO         |                      | 0,08                       | 0,05                        | 0,06                  | 0,12                |
| MgO         |                      | 6,11                       | 6,74                        | 6,28                  | 10,60               |
| CaO         | 3,30–12,72           | 2,69                       | 3,55                        | 4,11                  | 11,00               |
| Na2O        | 0,54–1,85            | 0,94                       | 1,39                        | 0,98                  | 1,67                |
| K2O         | 4,74–11,54           | 12,66                      | 11,76                       | 11,50                 | 8,03                |
| P2O5        | 1,30–2,99            | 1,52                       | 1,35                        | 1,29                  | 2,05                |
| LOI         |                      | 2,53                       | 2,71                        | 3,23                  | 4,48                |
| Mg#         | 0,72–0,79            |                            |                             | 0,73                  | 0,76                |

Die Lamproite der Leucite Hills sind ultramafische, mafische und intermediäre Gesteine, wobei die Madupite am ultramafischen bis mafischen und die Phlogopit-Lamproite am intermediären Ende des Spektrums zu liegen kommen. Ihren ultramafischen Charakter unterstreichend können die madupitischen Lamproite sehr hohe Gehalte an MgO und CaO erreichen, sind aber dafür generell kaliumärmer als die extrem kaliumreichen Phlogopit-Lamproite.

##### Spurenelemente
| Spurenelemente ppm | Orendit North Table Mountain | Wyomingit Zirkel Mesa | Madupit Pilot Butte |
| ------------------ | ---------------------------- | --------------------- | ------------------- |
| Cr                 | 310                          | 343                   | 444                 |
| Ni                 | 180                          | 226                   | 104                 |
| Zn                 | 62                           | 67                    | 99                  |
| Rb                 | 296                          | 288                   | 212                 |
| Sr                 | 2020                         | 1830                  | 5719                |
| Zr                 | 265                          | 159                   | 529                 |
| Ba                 | 6670                         | 6240                  | 7212                |
| Ce                 | 297                          | 236                   | 712                 |
| Nd                 | 124                          | 96,8                  | 300                 |
| Sm                 | 15,6                         |                       | 36,0                |
| Hf                 | 2,5                          |                       | 4,7                 |
| Th                 | 16,7                         | 13,7                  | 44,8                |

Die Spurenelemente zeigen eine extreme Anreicherung der inkompatiblen Elemente, insbesondere Barium und Strontium erreichen sehr hohe Werte, vor allem bei den madupitischen Lamproiten. Abgereichert innerhalb der Spurenelemente (negativer Spike) sind Niob und Samarium. Bei den Seltenen Erden lässt sich eine sehr deutliche Anreicherung der LREE und eine Abreicherung bei den HREE erkennen, wobei auch hier die madupitischen Lamproite generell höhere Konzentrationen erzielen.

##### Isotopenverhältnisse

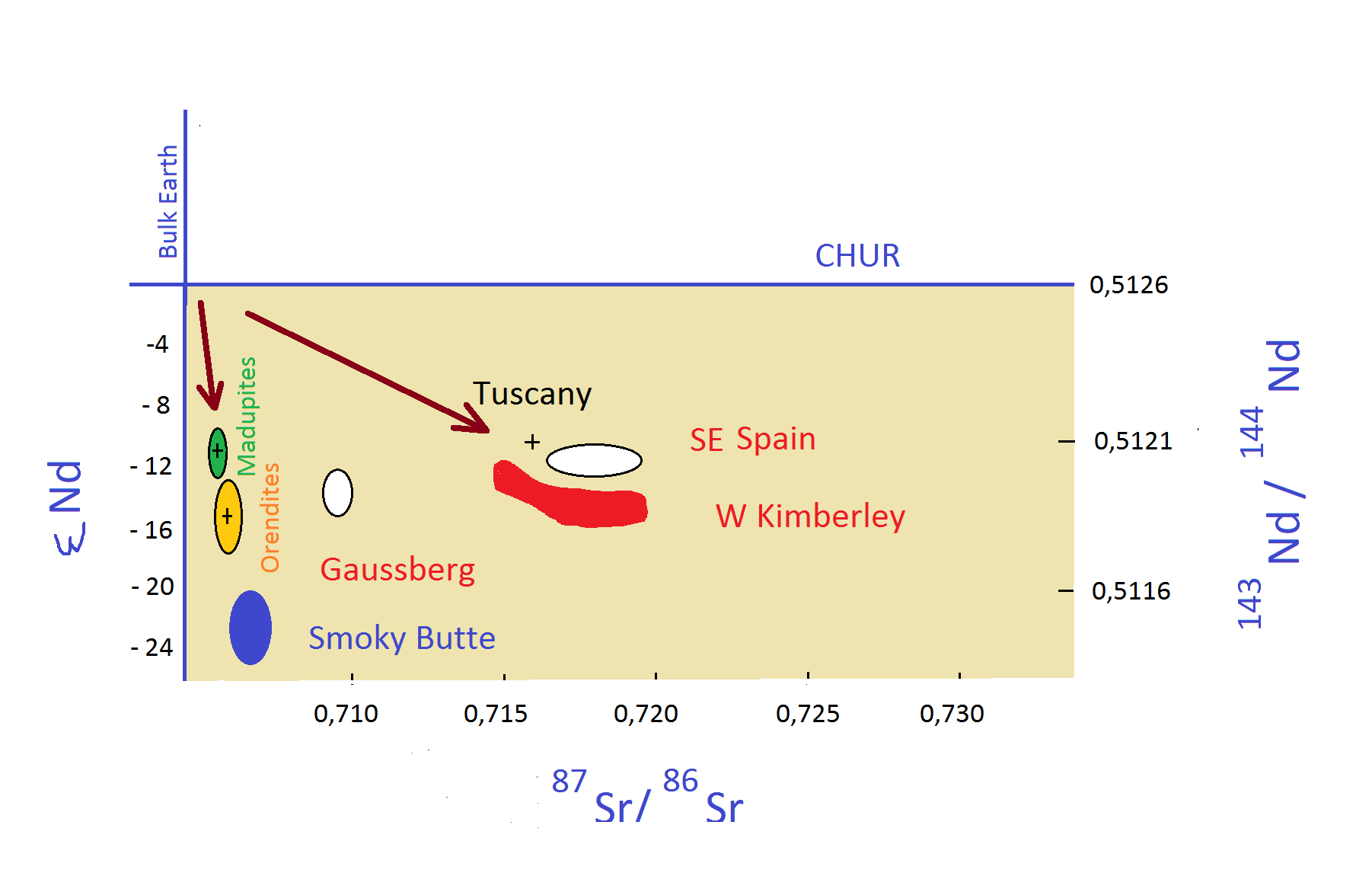
Neodym-Strontium-Isotopendiagramm mit der Position der Madupite und Orendite im Vergleich zu anderen Magmenprovinzen

Folgende Initialverhältnisse wurden für die Radioisotopen von Sr, Nd und Pb ermittelt, angegeben ist ferner der δ18O-Wert:
| Isotopen    | Orendit North Table Mountain | Wyomingit Zirkel Mesa | Madupit Pilot Butte |
| ----------- | ---------------------------- | --------------------- | ------------------- |
| 87Sr/86Sr   | 0,70591                      | 0,705741              | 0,70563             |
| 143Nd/144Nd | 0,51188                      | 0,511872              | 0,51208             |
| 206Pb/204Pb | 17,273                       | 17,227                | 17,583              |
| 207Pb/204Pb | 15,482                       | 15,464                | 15,504              |
| 208Pb/204Pb | 37,280                       | 37,318                | 37,523              |
| δ18O        | 8,38                         | 8,65                  | 8,93                |

Im Diagramm  143Nd/144Nd gegenüber 87Sr/86Sr liegen die Lamproite der Leucite Hills alle im krustal angereicherten Quadranten, wobei die Phlogopit-Lamproite erneut deutlich von den madupitischen Lamproiten abgetrennt sind. Letztere besitzen neben durchwegs erhöhten Blei-Isotopenverhältnissen auch einen höheren 143Nd/144Nd-Wert. Im Vergleich zu anderen Magmenprovinzen wie beispielsweise die Toskanische Magmenprovinz, Südostspanien, West Kimberley oder Gaussberg in der Antarktis, die zwar nahezu identische 143Nd/144Nd-Werte aufweisen, zeichnen sich die Leucite Hills durch ihre sehr niedrigen 87Sr/86Sr-Werte aus und heben sich dadurch deutlich von diesen ab. Überdies sind ihre 207Pb/204Pb- und die 208Pb/204Pb-Werte wesentlich niedriger. Zusammen mit den Lamproiten von Smoky Butte in Montana bilden sie einen steilen Trend, der nur wenig durch krustales Strontium kontaminiert ist und direkt unterhalb von bulk earth (durchschnittliche Zusammensetzung der Erde) zu liegen kommt. Alle anderen angeführten Magmenprovinzen liegen an einem flachen Trend und sind mehr oder weniger kontaminiert worden.

### Petrogenese der Vulkanite
Als Quellregion der Lamproite in den Leucite Hills wird generell der Obere Erdmantel angesehen. Seine petrologische Zusammensetzung dürfte sehr wahrscheinlich entweder Lherzolith oder refraktärer Harzburgit sein. Es wird ferner angenommen, dass dieser archaische Mantelbereich an der Basaltfraktion verarmt ist, da zuvor basaltische Magmen abgesondert worden waren. Erst später erfuhr er dann eine metasomatisch bedingte Anreicherung über Phlogopit-führende Adernetzwerke.  Das Alter dieser Metasomatose im unterlagernden Mantel kann durch das Neodym-Isotopenverhältnis der Laven abgeschätzt werden – die gewonnenen Modellalter liegen im Mesoproterozoikum bei 1200 Millionen Jahren BP.  Ursache der Metasomatose war möglicherweise eine Subduktion am Rand des Wyoming-Kratons. Dies geht konform mit der generellen räumlichen Verteilung von Lamproiten, die im Unterschied zu Kimberliten des Platteninneren gewöhnlich an Plattenrändern in Mobilzonen auftreten, welche mit tiefen Lithosphärenwurzeln versehene archaische Kratone umgürten.
Mirnejad und Bell (2006) erkennen darüber hinaus ein zweites, wesentlich jüngeres (< 100 Millionen Jahre BP) Anreicherungsereignis, das ab der Oberkreide zum Tragen kam. Durch Mantelaufwallungen wurden kaliumreiche Lösungen in die Quellregion verbracht und partielles Aufschmelzen induziert. Als Energielieferant werden hierfür entweder der Yellowstone-Hotspot 300 Kilometer weiter nördlich oder das sich aufgrund einer Mantelanomalie heraushebende Colorado-Plateau 200 Kilometer weiter südwärts angesehen. Üblicherweise wird auch noch die nach
Osten subduzierte Farallon-Platte als Verursacher betrachtet.

### Alter der Vulkanite
Die Vulkangesteine der Leucite Hills entstanden ab dem Piacenzium vor 3,0 Millionen Jahren. Die Hauptaktivität beschränkte sich aber auf das Ende des Altpleistozäns, d. h. auf den Zeitraum 940.000 bis 890.000 Jahre BP.